# Paul Augustin Mayer
Paul Augustin kardinál Mayer OSB (23. května 1911 Altötting – 30. dubna 2010 Řím) byl německý římskokatolický kněz, vysoký úředník Římské kurie, benediktin.

## Život
Vstoupil do řádu benediktinů v opatství svatého Michala v Metten, v roce 1931 složil řeholní sliby. Studoval na univerzitě v Salcburku a poté na Papežské univerzitě Athenaeum San Anselmo. Na této univerzitě po kněžském svěcení, které přijal 25. srpna 1935, přednášel od roku 1939 až do roku 1966, byl zde mj. také rektorem. Měl na starost vizitaci švýcarských seminářů. V letech 1960 až 1962 byl členem komise, která připravovala podklady pro jednání Druhého vatikánského koncilu, později sekretářem koncilní a pokoncilní komise pro katolické školy a formaci duchovních. V letech 1966 až 1971 byl opatem kláštera v Metten.
V září 1971 se stal sekretářem Kongregace pro společnosti zasvěceného života a společnosti apoštolského života, v lednu 1972 byl jmenován titulárním arcibiskupem, biskupské svěcení mu udělil 12. února téhož roku papež Pavel VI. Od dubna 1984 vykonával funkci pro-prefekta dvou kongregací – Kongregace pro bohoslužbu a Kongregace pro svátosti. Při konzistoři 25. května 1985 ho papež Jan Pavel II. jmenoval kardinálem. Po kardinálské nominaci se stal plnoprávným prefektem obou kongregací.
V závěru jeho působení byly obě kongregace, v jejichž čele stál, sloučeny v červnu 1988 do Kongregace pro bohoslužbu a svátosti. Od července téhož roku stanul v čele papežské komise Ecclesia Dei. Z funkce prezidenta tohoto orgánu Papežské kurie rezignoval v červenci 1991. Ve chvíli smrti byl nejstarším členem kardinálského kolegia.